# Фуамату, Эмануэле
Эмануэле Туситатино Тауоло Фуамату (англ. Emanuele Tusitatino Tauolo Fuamatu, род. 27 октября 1989, Сидней) — австралийский и самоанский легкоатлет, выступающий в толкании ядра, метании молота и диска. Участник летних Олимпийских игр 2012 года, трёхкратный чемпион, серебряный и бронзовый призёр чемпионатов Океании 2010, 2011 и 2012 годов, серебряный призёр Тихоокеанских игр 2011 года.

## Биография
Эмануэле Фуамату родился 27 октября 1989 года в австралийском городе Сидней.
Окончил Сиднейский университет, получив степень бакалавра международных отношений и права.
На юношеском и юниорском уровнях выступал в международных легкоатлетических соревнованиях за Австралию. Участвовал в юниорских чемпионатах мира 2006 и 2008 годов. Лучший результат показал в 2008 году в Быдгоще, где занял 9-е место в толкании ядра с результатом 19,11 метра. Четыре раза становился чемпионом Австралии среди юниоров в толкании ядра (2005—2008), был рекордсменом Нового Южного Уэльса среди юношей, юниоров и мужчин, рекордсменом Австралии на открытых стадионах и в помещении. В 2012 году стал чемпионом Австралии в толкании ядра.
С конца 2000-х годов представляет Самоа.
Трижды становился чемпионом Океании по лёгкой атлетике. В 2011 году в Апиа победил в толкании ядра (17,79) и метании молота (46,70), в 2012 году в Кэрнсе — в толкании ядра (18,26). Кроме того, на его счету бронза в толкании ядра в 2010 году в Кэрнсе (16,54) и серебро в 2011 году в метании диска (42,14).
В 2011 году завоевал серебряную медаль в толкании ядра на Тихоокеанских играх в Нумеа (18,11).
В 2012 году вошёл в состав сборной Самоа на летних Олимпийских играх в Лондоне. В толкании ядра занял 34-е место в квалификации, показав результат 17,78 и уступив 2,47 метра худшему из попавших в финал Чан Мин Хуану с Тайваня.

## Личные рекорды
- Толкание ядра — 19,46 (3 марта 2012, Мельбурн)[4]
- Толкание ядра (в помещении) — 18,60 (9 марта 2012, Стамбул)[4]
- Метание диска — 54,45 (15 июня 2008, Голд-Кост)[4]
- Метание молота — 44,77 (3 сентября 2011, Нумеа)[4]